# スプリング☆デイズ
『スプリング☆デイズ』は2006年に製作された日本映画。
当時アイドルcheck!に籍を置く立花未樹（本名･宮田麻里乃）、鈴木梨乃、上月あや（本名･関谷彩花）、関谷愛里紗の4人組を主演とし、『スウィングガールズ』に出演した関根香菜、あべなぎさ、長嶋美紗が共演。その他にも音楽ユニット『あかなぎ』で活動していた岡田茜、めざましテレビレポーターで活躍していた若林翔子、『週刊ヤングジャンプ･全国女子高生制服コレクション』2007年グランプリの川原真琴、アキバ系として人気のあったミキニャンこと橘未来らが共演している。
2007年8月池袋シネマ・ロサにて期間限定ロードショー。上映期間中は連日出演者が交替で舞台挨拶を行ったが、特に初日は出演者が華やかに勢揃いした。　
なお、登場人物たちが劇中で作る設定のショートムービー「学校の怪人」が同時撮影され、メイキング映像と共に「あっ!とおどろく放送局」で同7月以降先駆け配信された。
その後本作のみで芸能活動を止めた宮田が2009年ミス日本グランプリを高校2年生で受賞したことから、マスコミ各方面から本作が脚光を浴びる  。　
DVD化や再上映を切望する声もあるが実現していない。元々内容が上質であり高い評価であったことと併せ、幻の名作と称されるようになった。

## ストーリー
全寮制の女子高に通う、放送研究会所属の岡山千春を中心とした高校1年生の少女たちが、映画作りという夢に向かって時には暴走し、時には悩み、成長する過程をみずみずしく描く青春グラフィティ。

## キャスト
- 岡山千春（15） - 立花未樹（映画に憧れる少女）
- 秋川智恵美（15） - 鈴木梨乃（映画研究会で千春をサポート）
- 伊藤ハルカ（15） - 上月あや（映画研究会に賛同したイケてる女の子）
- 愛川さおり（15） - 関谷愛里紗（映画研究会随一のおっとりメンバー）
- 芦田キョーコ（17） - あべなぎさ（放送研究部部長）
- 松本英美（20） - 岡田茜（千春の憧れる若手映像作家）
- 矢代先生（24） - 中嶋かねこ（千春の副担任）
- 東村寮長（29） - 関根香菜（寮の舎監、出産を間直に控えた妊婦）
- 「MOON」ヒロイン　- 小西美希（劇中映画「MOON」ヒロイン）
- 岡山冬美（19） - 若林翔子（千春の姉）
- 博多陽子 - 長嶋美紗
- 水見サヤカ - 橘未来
- 南君子 - 夏木彩
- リョウ - 加々美正史（「学校の怪人」主演男優）
- 井上美沙（15） - 川原真琴（「学校の怪人」主演女優）
- 花村先生（40） - 長井秀和（千春の担任）

## スタッフ
- 監督：越坂康史
- 製作総指揮：安部偲
- 製作：『スプリング☆デイズ／学校の怪人』製作委員会
- 配給：キッチュ
- 主題歌：オープニングテーマ「HAPPYでいこう!」 、エンディングテーマ「いつかきっと…」（あかなぎ）

　上映時間:58分

## スピンオフ・ムービー「学校の怪人」
あるはずもない学校の地下室を舞台に、そこに住むとされる謎の男と、彼に愛されたひとりの女子高生との、切なくもミステリアスな関係を描いたラブストーリー。
- 出演：川原真琴、加々美正史、上月あや、関谷愛里紗、中嶋かねこ、横村勇樹（立花未樹と鈴木梨乃は声のみの出演。ムービー製作者との本編の設定上のため）
- 監督：越坂康史
- 製作総指揮：安部偲
- 脚本：越坂康史、村澤頼子

上映時間：15分